# Anna Chicherova
Anna Vladimirovna Chicherova (en russe : Анна Владимировна Чичерова, en transcription française Anna Vladimirovna Tchitcherova, née le 22 juillet 1982 à Erevan en RSS d'Arménie) est une athlète russe, spécialiste du saut en hauteur. Elle est mariée au sprinteur kazakh Gennadiy Chernovol.

## Carrière

### Débuts
Née en 1982 à Erevan, en République socialiste soviétique d'Arménie, elle commence le saut en hauteur à l'âge de 7 ans sous la conduite de son père, Vladimir  Chicherov, un ancien spécialiste de la discipline de niveau international. En 1992, après la dislocation de l'URSS, la famille se fixe en Russie, à Belaïa Kalitva, dans l'oblast de Rostov. En 1999, elle intègre l'Académie des sports de Russie, à Moscou, où elle entame une collaboration avec Alexander Fetisov. Elle dispute sa première compétition internationale majeure en 1999 à l'occasion des Championnats du monde cadets de Bydgoszcz. La Russe y remporte le titre avec un saut à 1,89 m. L'année suivante, elle termine au pied du podium des Championnats du monde juniors de Santiago du Chili (1,85 m) dans un concours remporté par l'espoir Croate Blanka Vlašić. Sa progression est cependant freinée : son record personnel se situe à 1,92 m en 2002, soit seulement trois centimètres de mieux que sa performance établie à dix-sept ans en 1999.

### Premiers records nationaux
S'entraînant à partir d'août 2002 avec Yevgeny Zagorulko, Anna Chicherova se distingue en début de saison 2003 en effaçant une barre à 2,04 m lors du meeting en salle de la Christmas Cup à Iekaterinbourg, améliorant ainsi de onze centimètres sa meilleure marque personnelle en salle. Elle participe aux Championnats du monde en salle de Birmingham et décroche sa première médaille dans une compétition internationale sénior en franchissant une barre à 1,99 m. Elle se classe troisième du concours, derrière la Suédoise Kajsa Bergqvist et sa compatriote Yelena Yelesina. En août 2003, elle termine sixième de la finale des Championnats du monde en plein air de Paris-Saint-Denis avec un saut à 1,95 m.
La Russe égale son propre record national en salle de 2,04 m en février 2004 à Arnstadt, dominant notamment dans ce concours Kajsa Bergqvist. Elle se classe deuxième des Championnats du monde en salle 2004, à Budapest, où elle s'incline avec un saut à 2,00 m face à sa compatriote Yelena Slesarenko (2,04 m). Elle confirme son rang lors des Championnats du monde en salle de Budapest en s'emparant de la médaille d'argent avec un bond à 2,00 m, terminant à quatre centimètres de Slesarenko. Sélectionnée dans l'équipe de Russie lors des Jeux olympiques de 2004, à Athènes en dépit d'une blessure à la voûte plantaire, Chicherova se classe sixième de la finale avec la marque de 1,96 m.
Elle remporte son premier succès international senior en début de saison 2005 en s'adjugeant le titre des Championnats d'Europe en salle de Madrid. Elle parvient à franchir une barre à 2,01 m et devance finalement l'Espagnole Ruth Beitia (1,99 m) et la Bulgare Venelina Veneva (1,97 m). Vainqueur quelques semaines plus tard des Universiades d'été d'Izmir grâce à un saut à 1,90 m, elle termine au pied du podium des Championnats du monde d'Helsinki avec 1,96 m, battue au nombre d'essais pour la médaille de bronze par la Suédoise Emma Green.
En 2006, les performances de Chicherova se situent à 1,96 m en salle et 1,95 m en plein air. Troisième de la Coupe d'Europe à Malaga, elle ne termine que septième des Championnats d'Europe de Göteborg avec 1,95 m.

### Rivalité avec Blanka Vlašić

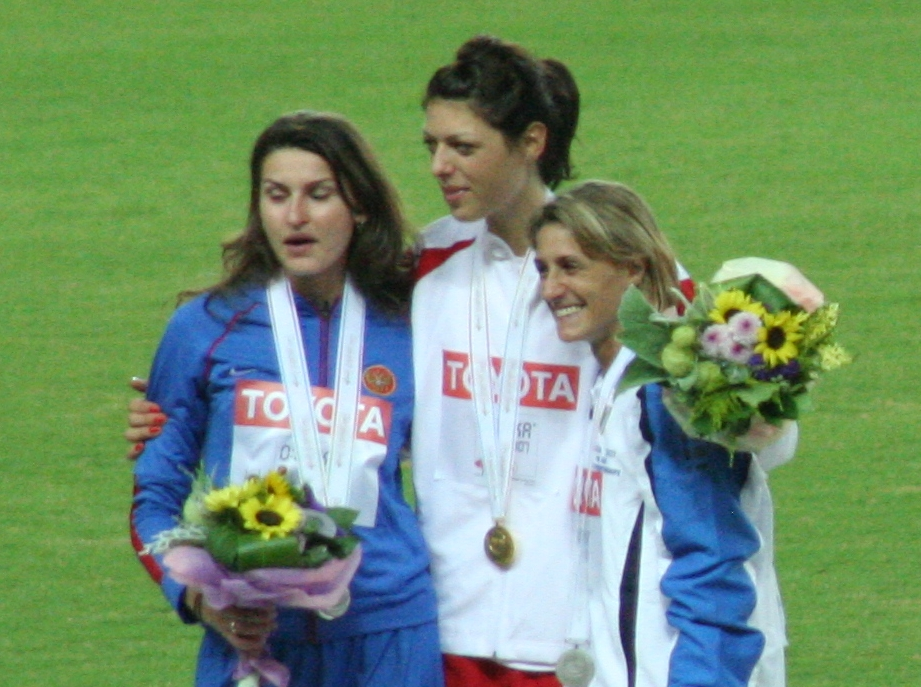
Anna Chicherova (à gauche) lors des Championnats du monde 2007

En 2007 à Toula, Anna Chicherova remporte pour la deuxième fois de sa carrière les Championnats de Russie en plein air après avoir franchi 2,01 m. Plus tard dans la saison, elle se classe deuxième des Championnats du monde d'Osaka, terminant ex æquo avec l'Italienne Antonietta Di Martino avec une barre à 2,03 m effacée à son deuxième essai. Le titre mondial revient à Blanka Vlašić avec 2,05 m. En fin de saison 2007, la Russe prend la troisième place de la finale mondiale de l'IAAF, à Stuttgart, derrière Vlašić et Di Martino.

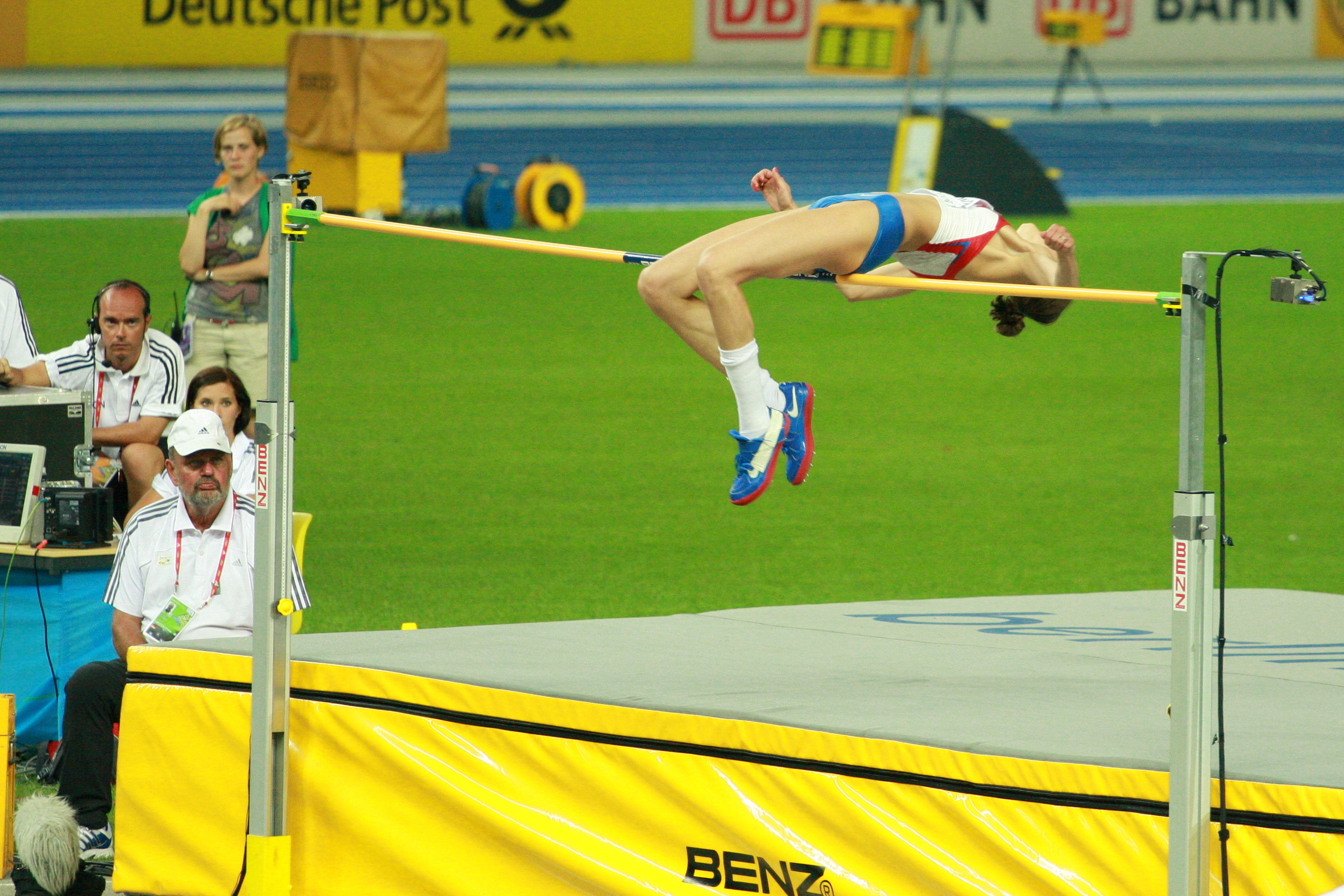
Anna Chicherova lors des mondiaux de Berlin en 2009

Décidant de faire l'impasse sur la saison en salle 2008, y compris les Championnats du monde en salle de Valence, elle signe un retour gagnant en remportant les sélections olympiques russes, à Kazan, devant Slesarenko. Fin août à Pékin, Chicherova parvient à monter sur la troisième marche du podium des Jeux olympiques en égalant, avec un saut à 2,03 m, la meilleure marque de sa carrière en plein air. Elle doit néanmoins s'incliner face aux 2,05 m de la Belge Tia Hellebaut, médaillée d'or, et de Blanka Vlašić, médaillée d'argent. Le 9 septembre à Zagreb, Chicherova ajoute un centimètre à son record personnel en enroulant une barre placée à 2,04 m. Elle se classe deuxième de la finale mondiale de l'IAAF (1,99 m), derrière Vlašic (2,01 m).

Elle participe aux Championnats du monde 2009 de Berlin et monte sur la deuxième marche du podium avec un saut 2,02 m réussi à sa première tentative, signant à cette occasion sa meilleure performance personnelle de la saison. Elle s'incline à la hauteur suivante en échouant à trois reprises à 2,04 m, barre que seule Blanka Vlašić parvient à maitriser à son deuxième essai.

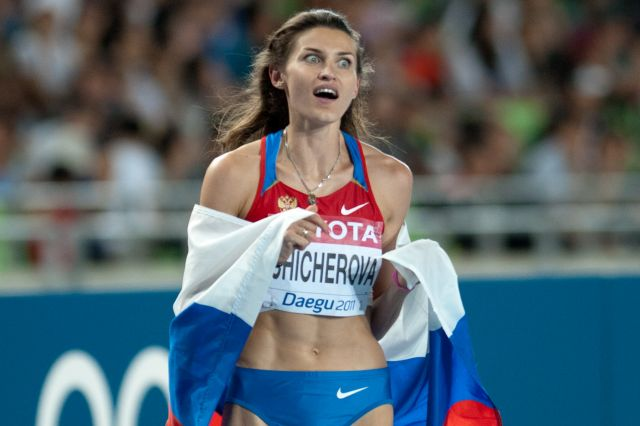
Anna Chicherova remporte les Championnats du monde 2011

Elle met sa carrière entre parenthèses en 2010 pour donner naissance à son premier enfant.

### 2,07met titre mondial (2011)
En juillet 2011, à Tcheboksary, Anna Chicherova remporte les Championnats de Russie en plein air et améliore de trois centimètres son record personnel en réalisant 2,07 m à sa troisième et dernière tentative, signant à cette occasion la meilleure performance mondiale de l'année 2011 ainsi qu'un nouveau record national de Russie. En effaçant cette barre, la Russe se hisse à la troisième place des meilleurs « performeurs » mondiaux de tous les temps, derrière la Bulgare Stefka Kostadinova (2,09 m), la Croate Blanka Vlašić (2,08 m), et à égalité avec l'autre Bulgare Lyudmila Andonova. 
Le 3 septembre 2011, elle remporte les Championnats du monde de Daegu devant Blanka Vlašić et Antonietta Di Martino, le même podium qu'à Osaka en 2007. Elle se rend ensuite à Bruxelles quinze jours plus tard pour le Mémorial Van Damme, finale de la Ligue de diamant 2011. Elle remporte le concours en franchissant 2,05 m et échoue par trois fois dans une tentative d'amélioration du record du monde. Elle termine deuxième du classement général final, derrière Blanka Vlasic.

### 2012:2,06m(indoor) et titre olympique à Londres

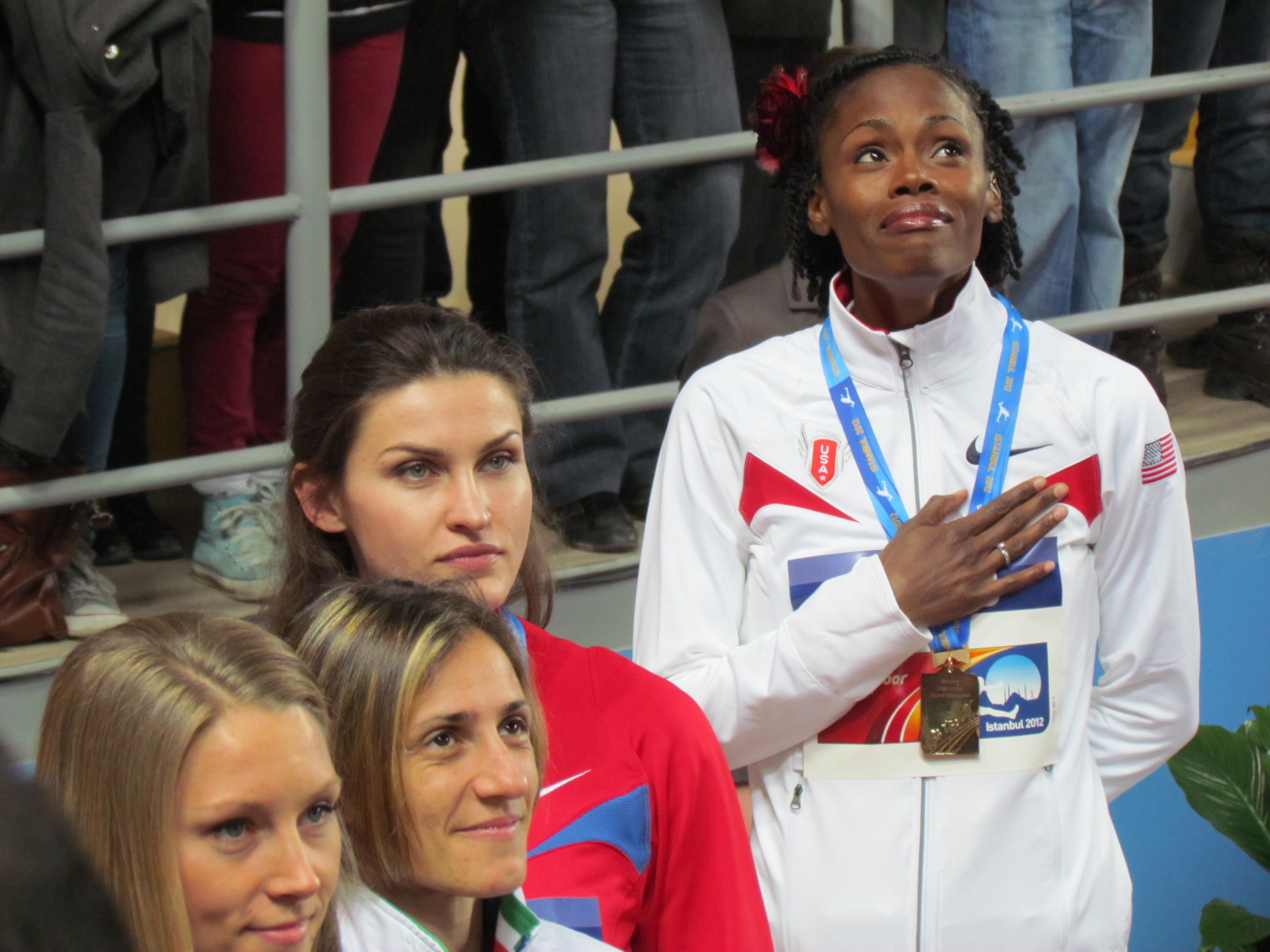
Anna Chicherova (rouge) lors du podium des mondiaux en salle 2012

En février 2012, Anna Chicherova efface une barre à 2,06 m lors de la réunion d'Arnstadt, en Allemagne, et améliore de deux centimètres le record de Russie en salle qu'elle codétenait depuis 2004 en compagnie de sa compatriote Yelena Slesarenko. Élue troisième athlète féminine du mois pour sa performance, Blessée, Chicherova participe malgré tout aux Championnats du monde en salle (ses premiers depuis 2004) et remporte la médaille d'argent avec 1,95 m (à égalité avec Antonietta Di Martino et Ebba Jungmark) derrière l'Américaine Chaunté Lowe (1,98 m).
Retardée dans sa préparation physique, Anna Chicherova parvient tout de même à franchir le 2 juin lors du Prefontaine Classic de Eugene une barre à 2,02 m, meilleure performance mondiale de l'année et record du meeting. Le 14 juillet, elle se classe 3e ex-aecquo du London Grand Prix avec 1,94 m derrière Chaunté Lowe et Tia Hellebaut.
En l'absence de Blanka Vlašić, blessée, Anna Chicherova figure parmi les favorites à la victoire finale lors des Jeux olympiques de 2012, à Londres. Après avoir effacé ses cinq premières barres au premier essai, la Russe est la seule concurrente à franchir 2,05 m malgré un échec à sa première tentative. Elle devient championne olympique, quatre ans après sa médaille à Pékin et devance sur le podium l'Américaine Brigetta Barrett et sa compatriote Svetlana Shkolina, toutes deux créditées de 2,03 m.
Après les Jeux, la Russe s'aligne au DN Galan de Stockholm où elle s'impose avec 2,00 m, échouant de peu à 2,08 m. Le 7 septembre, alors qu'elle espérait tenter une barre à 2,10 m, elle est battue par Svetlana Shkolina, 2,00 m contre 1,95 m pour Chicherova. Elle se classe en conséquence 2e du classement général de la avec 14 points derrière Chaunté Lowe.

### 2013: médaille de bronze aux mondiaux de Moscou
Faisant l'impasse sur la saison hivernale pour éviter de réitérer le problème vécu en 2012 (blessure au dos lors des championnats du monde de en salle qui l'a affectée jusqu'aux Jeux olympiques de Londres), Chicherova ouvre sa saison estivale le 5 mai à Tokyo avec une barre à 1,95 m. Le 21 mai suivant, elle établit une nouvelle meilleure performance mondiale provisoire de l'année en franchissant 2,02 m à Pékin, effaçant les 1,99 m de l'Américaine Brigetta Barrett.
Elle remporte le Golden Gala de Rome avec Svetlana Shkolina (1,98 m), puis termine 3e des Bislett Games d'Oslo derrière Shkolina et Emma Green. Le 6 juillet, Chicherova s'impose au meeting Areva de Paris avec une barre à 2,01 m avant d'être battue de nouveau par Shkolina lors du Meeting Herculis de Monaco.
Considérée comme favorite pour les Championnats du monde de Moscou et ainsi conserver son titre mondial acquis aux mondiaux de 2011, la Russe est étonnement éliminée, incapable d'effacer 2,00 m. Elle est battue par Svetlana Shkolina (2,03 m) et Brigetta Barrett (2,00 m) mais sécurise tout de même la médaille de bronze avec 1,97 m (ex æquo avec l'Espagnole Ruth Beitia) aux essais (Emma Green et Justyna Kasprzycka franchissent également la barre).
Après les mondiaux, elle se classe 2e du DN Galan et du Mémorial Van Damme avec 1,98 m.
Passant à nouveau sur la saison hivernale, l'Arménienne d'origine effectue sa rentrée 2014 au Prefontaine Classic de Eugene : en difficulté à 1,97 m (troisième essai) et 1,99 m (second essai), Chicherova efface une barre à 2,01 m et remporte le concours, s'octroyant au passage la meilleure performance mondiale de l'année.
En vue des championnats d'Europe, Chicherova participe au Birmingham Grand Prix mais se blesse sérieusement à la cheville au début du concours à 1,75 m. Par conséquent, elle est obligée de mettre un terme à sa saison et de déclarer forfait pour le championnat continental, seul titre qui manque à son palmarès.

### 2015:2,03met de nouveau en bronze à Pékin
De retour sur les pistes début mai à Shanghai, elle remporte ce meeting avec 1,94 m. Elle confirme cette performance en l'égalant au Golden Gala de Rome pour finir sixième du concours. Le 9 juillet 2015, Chicherova réalise son meilleur saut depuis 2012 en s'imposant au Meeting Athletissima de Lausanne avec 2,03 m à son troisième essai, nouvelle meilleure performance de l'année. Ce résultat lui permet de se placer comme l'une des prétendantes au titre mondial lors des mondiaux de Pékin.
Quelques jours plus tard, elle prend la seconde place du Meeting Herculis de Monaco avec 1,97 m, devancée par sa compatriote Mariya Kuchina puis elle remporte les Championnats de Russie le 3 août avec 2,00 m, devançant à cette occasion Mariya Kuchina.  
Lors des championnats du monde de Pékin, Chicherova se qualifie pour la finale en franchissant les 1,92 m requis. Deux jours plus tard, la Russe se classe 3e de la finale avec un saut à 2,01 m, devancée aux essais par sa compatriote Mariya Kuchina (médaillée d'or) et par Blanka Vlašić (médaillée d'argent). Cette nouvelle médaille confirme qu'elle est l'une des meilleures athlètes de tous les temps puisqu'il s'agit de sa 5e médaille mondiale en plein air consécutive (argent à Osaka 2007 et Berlin 2009, bronze à Moscou 2013 et or à Daegu 2011). 
Le 23 juin 2016, Chicherova devient championne de Russie avec un saut à 1,98 m devant Mariya Kuchina (1,96 m). 

### 2016: révélation d'un cas de dopage chez Chicherova lors des Jeux olympiques de 2008
Le 24 mai 2016, il est annoncé qu'Anna Chicherova était dopée lors des Jeux olympiques de Pékin en 2008 où elle a remporté le bronze (2,03 m, record personnel égalé), après la nouvelle analyse des échantillons de ces Jeux où les tests se sont révélés positifs,. Son entraineur, Yevgeny Zagorulko a précisé que les « résultats ne sont pas encore confirmés ». Par conséquent, si l'échantillon B (qui sera testé en juin) s'avère positif, Chicherova sera disqualifiée et déchue de sa médaille. L'athlète se dit « sous le choc » et qu'elle « a fait appel à un avocat ». 
Elle annonce le vendredi 1er juillet qu'elle est suspendue par l'IAAF. Le 6 octobre, sa médaille de bronze des Jeux olympiques de Pékin lui est retirée, et cédée à Chaunté Lowe.
L'athlète russe a décidé de faire appel de cette décision et le CAS (Cour Arbitrale du Sport) réalise l'audience les 30 et 31 mai 2017. Chicherova a d'ores et déjà annoncé que la suite de sa carrière dépendrait du verdict du Tribunal. Le 6 octobre, son appel est rejeté par le Tribunal Arbitral du Sport. Un mois plus tard, elle rend officiellement sa médaille de bronze.
Le 1er février 2018, il est annoncé qu'elle perd également sa médaille d'argent des championnats du monde 2009 de Berlin,.

### Retour de suspension (2018)
Le 24 avril 2018, Anna Chicherova annonce avoir l'intention de reprendre les compétitions dès la fin de sa suspension pour dopage qui se termine le 30 juin 2018. Le 19 juillet marque son grand retour, et ce directement lors des championnats de Russie de Kazan : elle y remporte la médaille d'argent avec 1,90 m, échouant à 1,94 m de peu, derrière Mariya Lasitskene (2,00 m).
Le 17 janvier 2019, pour sa première compétition en salle depuis 2012, Anna Chicherova bat Mariya Lasitskene, et franchit pour la première fois depuis 2015 la barre des 2 mètres, avec 2,01 m. Elle égale à cette occasion le record du monde des plus de 35 ans d'Inha Babakova et de Ruth Beitia. Trois jours plus tard, elle égale à Moscou cette marque de 2,01 m mais est battue par Lasitskene, auteure de la meilleure performance mondiale de l'année à 2,03 m. Le 25, elle saute 1,96 m.
Le 15 février 2019 à Moscou, elle saute 2,02 m lors des championnats nationaux en salle et devient vice-championne de Russie derrière Mariya Lasitskene (2,02 m aussi) et bat d'un centimètre le record du monde master (catégorie + 35 ans) datant de 2003 et 2014, et qu'elle avait elle-même égalé les 17 et 20 janvier.
Le 27 juin 2021, Chicherova annonce prendre sa retraite sportive à l'âge de 38 ans. La Russe n'avait plus sauté en compétition internationale depuis que la fédération russe d'athlétisme avait été suspendue en 2015.
Finalement, elle reprend la compétition le 20 janvier 2022 à Tcheliabinsk et franchit 1,90 m. Le 27 février, elle remporte les Championnats de Russie à Moscou avec 1,94 m, sa meilleure performance de la saison, et bat pour la première fois depuis 2016 Mariya Lasitskene, la numéro 1 mondiale depuis 2017.

## Palmarès

### International
| Date | Compétition                    | Lieu              | Résultat | Marque  |
| ---- | ------------------------------ | ----------------- | -------- | ------- |
| 1999 | Championnats du monde cadets   | Bydgoszcz         | 1re      | 1,89 m  |
| 2000 | Championnats du monde juniors  | Santiago du Chili | 4e       | 1,85 m  |
| 2003 | Championnats du monde en salle | Birmingham        | 3e       | 1,99 m  |
| 2003 | Championnats du monde          | Paris             | 6e       | 1,95 m  |
| 2003 | Finale mondiale                | Monaco            | 8e       | 1,83 m  |
| 2003 | Jeux mondiaux militaires       | Catane            | 1re      | 1,89 m  |
| 2004 | Championnats du monde en salle | Budapest          | 2e       | 2,00 m  |
| 2004 | Jeux olympiques                | Athènes           | 6e       | 1,96 m  |
| 2004 | Finale mondiale                | Monaco            | 7e       | 1,92 m  |
| 2005 | Championnats d'Europe en salle | Madrid            | 1re      | 2,01 m  |
| 2005 | Universiade                    | Izmir             | 1re      | 1,90 m  |
| 2005 | Championnats du monde          | Helsinki          | 4e       | 1,96 m  |
| 2005 | Finale mondiale                | Monaco            | 7e       | 1,89 m  |
| 2005 | DécaNation                     | Paris             | 1re      | 1,99 m  |
| 2006 | Coupe d'Europe des nations     | Malaga            | 3e       | 1,92 m  |
| 2006 | Championnats d'Europe          | Göteborg          | 7e       | 1,95 m  |
| 2006 | Finale mondiale                | Stuttgart         | 6e       | 1,90 m  |
| 2007 | Championnats d'Europe en salle | Birmingham        | 5e       | 1,92 m  |
| 2007 | Championnats du monde          | Osaka             | 2e       | 2,03 m  |
| 2007 | Jeux mondiaux militaires       | Hyderabad         | 2e       | 1,96 m  |
| 2007 | Finale mondiale                | Stuttgart         | 3e       | 1,97 m  |
| 2008 | Jeux olympiques                | Pékin             | —        | DQ      |
| 2008 | Finale mondiale                | Stuttgart         | —        | DQ      |
| 2009 | Championnats du monde          | Berlin            | —        | DQ      |
| 2009 | Finale mondiale                | Thessalonique     | —        | DQ      |
| 2011 | Championnats du monde          | Daegu             | 1re      | 2,03 m  |
| 2011 | Ligue de diamant               | Ligue de diamant  | 2e       | détails |
| 2012 | Championnats du monde en salle | Istanbul          | 2e       | 1,95 m  |
| 2012 | Jeux olympiques                | Londres           | 1re      | 2,05 m  |
| 2012 | Ligue de diamant               | Ligue de diamant  | 2e       | détails |
| 2013 | Championnats du monde          | Moscou            | 2e       | 1,97 m  |
| 2013 | Ligue de diamant               | Ligue de diamant  | 1re      | détails |
| 2015 | Championnats du monde          | Pékin             | 3e       | 2,01 m  |
| 2015 | Ligue de diamant               | Ligue de diamant  | 3e       | détails |

### National
- Championnats de Russie d'athlétisme :
  - Plein air : vainqueur en 2004, 2007, 2009, 2011, 2015 et 2016
  - Salle : vainqueur en 2004 et 2007

## Records
| Épreuve         | Épreuve   | Marque      | Lieu        | Date            |
| --------------- | --------- | ----------- | ----------- | --------------- |
| Saut en hauteur | Plein air | 2,07 m (NR) | Tcheboksary | 22 juillet 2011 |
| Saut en hauteur | En salle  | 2,06 m (NR) | Arnstadt    | 4 février 2012  |

### Meilleures performances par année
| Date | Marque | Date                                      | Lieu           | Rang |
| ---- | ------ | ----------------------------------------- | -------------- | ---- |
| 1999 | 1,89 m | 17 juillet 1999                           | Bydgoszcz      | 61   |
| 2000 | 1,90 m | 15 septembre 2000                         | Krasnodar      | 50   |
| 2001 | 1,92 m | 27 juin 2001                              | Kazan          | 24   |
| 2002 | 1,89 m | 14 juillet 2002                           | Tcheboksary    | 50   |
| 2003 | 2,00 m | 15 juillet 2003 27 juillet 2003           | Moscou         | 9    |
| 2004 | 1,98 m | 1er août 2004                             | Toula          | 10   |
| 2005 | 1,99 m | 3 septembre 2005                          | Paris          | 4    |
| 2006 | 1,95 m | 14 juin 2006 16 juillet 2006 11 août 2006 | Toula Göteborg | 10   |
| 2007 | 2,03 m | 2 septembre 2007                          | Osaka          | 2    |
| 2008 | 2,03 m | 20 juillet 2008                           | Kazan          | 3    |
| 2009 | —      | —                                         | —              | —    |
| 2010 | —      | —                                         | —              | —    |
| 2011 | 2,07 m | 22 juillet 2011                           | Tcheboksary    | 1    |
| 2012 | 2,06 m | 4 février 2012                            | Arnstadt       | 1    |
| 2013 | 2,02 m | 21 mai 2013                               | Pékin          | 3    |
| 2014 | 2,01 m | 31 mai 2014                               | Eugene         | 1    |
| 2015 | 2,03 m | 9 juillet 2015                            | Lausanne       | 1    |
| 2016 | 1,98 m | 23 juin 2016                              | Kazan          | 5    |
| 2017 | —      | —                                         | —              | —    |
| 2018 | 1,98 m | 30 juillet 2018                           | Moscou         | 5    |
| 2019 | 2,02 m | 15 février 2019                           | Moscou         | 2    |
| 2020 | 1,96 m | 9 février 2020                            | Moscou         | 6    |
| 2021 | 1,90 m | 24 janvier 2021                           | Moscou         | 48   |
| 2022 | 1,94 m | 27 février 2022                           | Moscou         | 7    |